# 不思凡
不思凡，又名“悠无一品”，本名杨志刚，中国导演、编剧，生于浙江杭州。作品有动画《黑鸟》、《小米的森林》、《妙先生之雁落大道》、《妙先生之愤怒的鸭子》、《妙先生之火泽睽笑人传》等。2017年，执导原创动画片《大护法》，该片是首次自主分级PG-13的动画电影。